# 5598 Carlmurray
5598 Carlmurray eller 1991 PN18 är en asteroid i huvudbältet som upptäcktes den 8 augusti 1991 av den amerikanske astronomen Henry E. Holt vid Palomarobservatoriet. Den är uppkallad efter den brittiska astronomen Carl Desmond Murray.
Asteroiden har en diameter på ungefär 13 kilometer.